# Joachim Spiering
Joachim Friedrich Spiering (* 7. Oktober 1940 in Braunschweig; † 22. Januar 2023 in Hamburg) war ein deutscher General des Heeres der Bundeswehr. Er war von 1998 bis 2001 Oberbefehlshaber der Allied Forces Northern Europe der NATO im niederländischen Brunssum.

## Leben
Spiering trat 1960 als Offizieranwärter in den Dienst der Bundeswehr. Er wurde bis 1964 bei der Panzeraufklärungstruppe ausgebildet und war danach bis 1971 als Zugführer und Kompaniechef eingesetzt. Von 1972 bis 1974 absolvierte er den Generalstabslehrgang an der Führungsakademie der Bundeswehr in Hamburg und anschließend im Jahre 1975 das Staff College der British Army in Camberley im Vereinigten Königreich. Anschließend diente er von 1976 bis 1980 als Operationsoffizier in verschiedenen Hauptquartieren der NATO.
Von 1980 bis 1982 kommandierte er ein Bataillon. Nach einer weiteren Verwendung wurde Spiering von 1984 bis 1987 als Militärattaché in Washington, D.C. eingesetzt. Im Anschluss übernahm er wieder ein Truppenkommando und kommandierte vom 1. Oktober 1987 bis 30. September 1990 die Panzerlehrbrigade 9 in Munster. Danach wurde er in das Bundesministerium der Verteidigung in Bonn versetzt und diente dort bis 1993 als Referatsleiter für Planung und Organisation im Führungsstab des Heeres. Am 19. März 1993 übernahm Brigadegeneral Spiering in Sigmaringen die 10. Panzerdivision und führte diese bis zum 27. September 1994. Während dieser Verwendung zum wurde er zum Generalmajor ernannt.
Ab 1. Oktober 1994 befehligte Spiering, zum Generalleutnant ernannt, das IV. Korps in Potsdam. Nach dieser Verwendung wurde er zum 1. April 1998 zum General befördert und übernahm im niederländischen Brunssum von Dieter Stöckmann das Kommando über die Allied Forces Central Europe, die während seiner Amtszeit am 3. März 2000 in Allied Forces Northern Europe umbenannt wurden. Diesen Dienstposten übergab er im März 2001 an Sir Jack Deverell und trat zum 31. des Monats in den Ruhestand.
Nach seiner Pensionierung war er an der Baltischen Verteidigungsakademie in Tartu in Estland als Dozent für NATO, Truppenentwicklung und Führung tätig.
Joachim Spiering war Rechtsritter des Johanniterordens. Er starb am 22. Januar 2023 im Alter von 82 Jahren in Hamburg.